# Ubuntu Christian Edition
Ubuntu Christian Edition (іноді використовується назва Ubuntu CE) — дистрибутив GNU/Linux, заснований на Ubuntu; розроблюється для користувачів-християн. Включає в себе програму вивчення Біблії, можливість щоденного показу строф з Біблії, утиліти для батьківського контролю та деякі стандартні користувацькі програми.
Ubuntu Christian Edition доступний для завантаження як ISO образ (700 МВ) з сайту проекту.

## Програмне забезпечення
Програми, для вивчення Біблії: 
- BibleTime, Xiphos (GnomeSword)
- gVerse (добірка цитат з Біблії)

Система фільтрації вебконтенту: 
- Dansguardian

Офісний пакет OpenOffice.org був замінений офісом від GNOME (Abiword, Gnumeric)